# Ефемериде
Ефемериде (лат. ephemeris ("дневник"), грчки ἐφημερίς ;ephēmeris, ("дневник", "календар")) представљају табеле положаја небеских тела у одређеним временским интервалима. Оне су некада издаване у форми табела, док се данас чешће користе програми који су доступни на интернету. 
Ефемериде се користе у небеској навигацији и астрономији. Користе их и астролози.

## Историја
Ефемериде су први пут употребљаване у старом Вавилону и Индији у 2. миленијуму пре нове ере где су их користили за предвиђање помрачења као и у астролошке сврхе. У 2. веку нове ере Птоломеј је издао Алмагест. Из 13. века треба споменути Алфонсове таблице, дело настало као резултат сопствених научних посматрања краља Алфонса Х од Кастиље. Кристифор Колумбо је 1504. на Јамајци, успешно предвидео помрачење Месеца користећи ефемериде немачког астронома Региомонтана. 1551. Еразмус Рајнхолд је издао Пруске таблице на основу теорија Николе Коперника. 1627. Јохан Кеплер је издао Рудолфове таблице, на основу елиптичних путања планета.
- 1. миленијум пре нове ере – Ефемериде у вавилонској астрономији.
- 2. век – Алмагест и Птоломејеве Приручне таблице
- 8. век – zīj Ибрахима ал-Фазарија
- 9. век – zīj Мухамеда ибн Мусе ал-Хваризмија
- 12. век – Табеле из Толеда – засноване углавном на арапским zīj изворима исламске астрономије – уређивао их је Герард од Кремоне како би се формирале стандардне европске ефемериде све до Алфонсиних таблица.
- 13. век – Zīj-i Īlkhānī (Илханске табеле) састављене су у опсерваторији Марагех у Персији.
- 13. век – Алфонсинске табеле су састављене у Шпанији да би се исправиле аномалије у таблицама Толеда, остајући стандардне европске ефемериде до Прутенових таблица скоро 300 година касније.
- 13. век - Дрезденски кодекс, постојећа ефемерида Маја
- 1408 – Табела кинеских ефемериде (копија у Пеписијанској библиотеци, Кембриџ, УК (референтна књига '1434'); кинеске табеле за које се верује да су познате Региомонтану).
- 1474 – Региомонтан објављује своје свакодневне Ефемериде у Нирнбергу, Немачка.[5]
- 1496 – Almanach Perpetuum Абрао бен Самуела Закута (једна од првих књига објављених са слаганим словима и штампарском пресом у Португалији)
- 1504 – Након бродолома на острву Јамајка, Кристофор Колумбо је успешно предвидео помрачење Месеца за домороце, користећи ефемериде немачког астронома Региомонтана.[6]
- 1531 – Рад Јоханеса Штофлера објављен је постхумно у Тибингену, проширујући ефемериду Региомонтана до 1551.
- 1551. – Објављене су Прутеничке таблице Еразма Рајнхолда засноване на Коперниковим теоријама.
- 1554 – Јоханес Стадиус је објавио Ephemerides novae et auctae, прву велику ефемериду израчунату према Коперниковом хелиоцентричном моделу, користећи параметре изведене из Прутенових табела. Иако је Коперникански модел пружио елегантно решење за проблем израчунавања привидних планетарних позиција (избегао је потребу за еквантом и боље је објаснио привидно ретроградно кретање планета), ипак се ослањао на употребу епицикла, што је довело до неких нетачности – јер на пример, периодичне грешке у положају Меркура до десет степени. Један од корисника Стадиусових табела је био Тихо Брахе.
- 1627 – Рудолфинске табеле Јоханеса Кеплера засноване на елиптичном кретању планета постале су нови стандард.
- 1679 – La Connaissance des Temps ou calendrier et éphémérides du lever & coucher du Soleil, de la Lune & des autres planètes, коју је први пут годишње објавио Жан Пикар и још увек постоји.
- 1975 – Овен Гингерих, користећи савремену теорију планета и дигиталне компјутере, израчунава стварне положаје планета у 16. веку и графички приказује грешке у положајима планета које предвиђају Штофлерове, Стадијусове и друге ефемериде. Према Гингериху, обрасци грешака су „различити као отисци прстију и одражавају карактеристике основних табела. То јест, обрасци грешака за Штофлера се разликују од оних за Стадијуса, али обрасци грешака Стадијуса веома наликују онима које су направили Мастлин, Магини, Ориганус и други који су пратили коперниканске параметре.“[7]

## Савремене ефемериде
Ефемериде које се данас користе у научне сврхе представљају компјутерске програме који израчунавају позиције небеских тела (укључујући астероиде и вештачке сателите) у сваком тренутку. Оне могу да покрију неколико векова, како у прошлости, тако и у будућности. Ипак, ефемериде не могу да предвиде поједне феномене, попут пертурбација у кретању астероида и комета. Стога, НАСА-ина Лабораторија за млазни погон сваких 20 година мора да ревидира своје ефемериде.
Савремене ефемериде садрже бројне корисне податке о Месецу, планетама, астрероидима и кометама попут њихових координата (изражавају се у ректасцензији и деклинацији), као и податке о њиховој удаљености од Земље, брзини кретања, сјајности, привидном пречнику диска, итд. Ефемериде Месеца, Сунца, и планета се обично издају крајем сваке године, за наредну годину. Постоје световне појаве које се не могу адекватно размотрити помоћу ефемерида. Највеће несигурности у положајима планета узроковане су пертурбацијама бројних астероида, за које су масе и орбите већином слабо познате, због чега је њихов ефекат неизвестан. Одражавајући континуирани прилив нових података и запажања, Насина Лабораторија за млазни погон ревидира своје објављене ефемериде скоро сваке године од 1981. године.
Небеска навигација служи као резервна копија сателитске навигације. Софтвер је широко доступан за помоћ у овом облику навигације; нека издања овог софтвера имају самосталне ефемериде. Када се користи софтвер који не садржи ефемериду, или ако се не користи софтвер, подаци о положају небеских објеката могу се добити из модерног Наутичког алманаха или Ваздушног алманаха.
Ефемерида је обично тачна само за одређену локацију на Земљи. У многим случајевима, разлике су премале да би биле битне. Међутим, за оближње астероиде или Месец, оне могу бити прилично важне.
Друге модерне ефемериде недавно створене су EPM (Ефемерида планета и Месеца), са Руског института за примењену астрономију Руске академије наука, и INPOP (Intégrateur numérique planétaire de l'Observatoire de Paris) од стране француски IMCCE.